# Otto Kellner
Otto Kellner (* 19. April 1899; † nach 1989) war ein deutscher Kunsthistoriker.

## Leben
Otto Kellner studierte Kunstgeschichte an der Universität Würzburg und wurde dort am 5. September 1923 promoviert. Von Band 19, 1926 bis 36, 1947 arbeitete er für die Redaktion des Allgemeinen Lexikon der Bildenden Künstler von der Antike bis zur Gegenwart in Leipzig. Er beschäftigte sich auch mit Astrologie und Graphologie und gehörte in Leipzig zum Kreis um den Astrologen Herbert von Klöckler. Er war Mitglied im Vorstand der von Hugo Vollrath gegründeten Astrologischen Gesellschaft in Deutschland (AGiD) mit Sitz in Leipzig. Nach dem Zweiten Weltkrieg lebte er in Hamburg, wo er seit 1951 als Redakteur bei der Zeitschrift Film und Frau im Jahreszeiten Verlag tätig war.
Verheiratet war er mit Elfriede, geb. Schinze.
Sein Nachlass befindet sich im Deutschen Kunstarchiv in Nürnberg.

## Veröffentlichungen (Auswahl)
- Rudolf Czapek. In: Der Cicerone 16, 1924, S. 739–751 (Digitalisat).
- Vom Ausdrucksgehalt der Handschrift. Schriftbild, Sinnbild, Charakterbild. Alster-Verlag, Hamburg 1925.
- Charakterkunde und Astrologie (die astrologische Typenlehre). Astra-Verlag, Leipzig 1927.
- Handschrift und Horoskop. In: Theobald Becher (Hrsg.): Astrologisches Jahrbuch und Astrologischer Kalender 1929. Theosophisches Verlagshaus, Leipzig 1929.
- Otto Weininger. In: Stern und Mensch 5, 1929/30, Heft 7.
- Wege zur Menschenkenntnis. Physiognomik, Graphologie und Horoskopie. Zodiakus-Verlag, Freiburg 1931.
- Ludwig Riesbeck, ein Offenbacher Maler. In: Alt-Offenbach. Blätter des Offenbacher Geschichtsvereins 5, 1929, S. 10ff.
- Der Zeichner Georg Schmitt. In: Alt-Offenbach. Blätter des Offenbacher Geschichtsvereins 6, 1930, S. 92ff.
- Leopold Bode. Ein Offenbacher Maler (1831–1906). In: Alt-Offenbach. Blätter des Offenbacher Geschichtsvereins 7, 1931, S. 21–34.
- Der Maler Georg Heinrich Hergenröder (1736–1799). In: Alt-Offenbach. Blätter des Offenbacher Geschichtsvereins 10, 1934, S. 5–48.